# Martha Hildebrandt
Martha Luz Hildebrandt Pérez-Treviño (Liberdade, 13 de janeiro de 1925 – 8 de dezembro de 2022) foi uma linguista e política peruana. Em 1999, tornou-se a segunda mulher a ocupar a presidência do Congresso da República do Peru.